# Bouca
Bouca est une ville de République centrafricaine située dans la préfecture d'Ouham dont elle constitue l'une des cinq sous-préfectures.

## Géographie
Bouca se trouve à 98 km à l'est du chef-lieu de la préfecture Bossangoa sur les rives de la rivière Fafa. Elle est située sur la route nationale RN4 entre Damara et Batangafo.

## Histoire
- 1905, Fondation du poste français de Bouca
- En 1907, Bouca est chef-lieu du cercle de l’Ouham (incluant le territoire de l'Ouham-Pendé). De 1910 à 1912, Bouca est chef-lieu de la Circonscription de l’Ouham, puis de l'Ouham-Fafa à partir de 1911. Après le 31 juillet 1912, elle est constituée des trois subdivisions de Bouca, Marali et Ndili, elle le restera jusqu’en 1915. Le 18 janvier 1919, la subdivision de Marali est supprimée et rattachée à Bouca.
- En 1928, la Société textile africaine installe une usine d'égrenage, cette société cotonnière deviendra plus tard la Cotonaf[2].
- 16 octobre 1946, Création du District de Bouca, dans la circonscription de l’Ouham.
- 23 janvier 1961, Bouca devient chef-lieu de sous-préfecture dans la Préfecture de l’Ouham[3].

Lors de la guerre civile centrafricaine, en septembre 2013, près de 700 maisons sont brûlées et une centaine d'habitants et de combattants tués dans des heurts et des représailles lors des combats de Bouca.

## Administration
La sous-préfecture de Bouca est constituée des quatre communes de Bouca-Bobo, Fafa-Boungou, Lady-Gbawi et Ouham-Fafa.

## Société
Depuis 1955, la localité est le siège de la paroisse catholique Saint François d’Assise de Bouca, elle dépend du diocèse de Bossangoa. Elle compte une communauté religieuse catholique de la congrégation des Filles de Marie Missionnaires.